# Sandingrowo
Sandingrowo is een bestuurslaag in het regentschap Tuban van de provincie Oost-Java, Indonesië. Sandingrowo telt 3843 inwoners (volkstelling 2010).